# 南山城水害
南山城水害（みなみやましろすいがい）とは、1953年（昭和28年）8月14日から8月15日にかけ、京都府南部（綴喜郡および相楽郡）において、集中豪雨が原因となって木津川の支流で発生した水害である。

## 概要
1953年8月14日から15日にかけて、南山城地域は、寒冷前線が停滞したことを原因とする集中豪雨に襲われた。雨は14日夕刻から降り始め、15日未明には雷を伴う豪雨となり、山間部では400ミリを越える記録的な雨量となった。
この雨は各地で山崩れを引き起こし、大量の流木を含む土石流が発生。多くの溜池や木津川支流の堰堤、堤防が決壊した。井手町では、玉川上流にある溜池の、大正池と二ノ谷池の決壊によって土石流が引き起こされ、下流の玉川も決壊した。のちの山城町（現在は木津川市）に当たる地域では、不動川や鳴子川が決壊し、和束町では、和束川が氾濫し大きな被害を出した。
「集中豪雨」という言葉が使われたのはこの時の新聞報道の見出しが初出であるとされる。

### 災害の特徴
- 気象：「集中豪雨」[2]。
- 地質：風化花崗岩が広く分布し、斜面崩壊、土砂流出、土石流の多発につながった[3]
- 地形：木津川支流の多くが天井川[3]であり、天井川の決壊が周辺の集落を直撃した
- 山の荒廃[3]

## 経過

### 井手町
8月14日、夕刻頃から小雨であったが、22時か23時より強雨となり、8月15日に日付が変わった頃、雷鳴を伴う豪雨となった。午前2時半頃から才田川で最初の決壊、井手町においては低地での浸水が始まった。午前3時頃より玉川下流の右岸（北側）で、下流から順に越流・決壊が発生し始めた。そこへ、午前4時頃、上流にある農業用ため池（大正池・二の谷池）がほぼ同時に決壊し、山津波が発生。これにより玉川の上流でさらなる決壊が発生し、井手町は甚大な被害に見舞われることになった。
井手町玉水地区は木津川堤防、玉川堤防、多賀＝谷川の堤防という3方を堤防で囲まれており、典型的な内水水害地区（うちみずすいがいちく）となっていた。そのため、ほかの被災地区では早期に排水が進んだのに対し、この地区は災害後数日たっても水位が下がらず、しかも行方不明者の多くがこの地に流れ着くという状況が発生していた。

### 和束町
- 和束川が氾濫（鉄砲水）[8]。

### 南山城村
- 北大河原で山津波[3]

### 山城町
- 天神川と不動川決壊
- 鳴子川決壊

## 被害
この水害や、その後の台風13号によって、南山城地域は甚大な被害をうけた。人的被害は、死者行方不明者が336人、重軽傷者が1366人の計1702人に、住宅被害は、全壊が371戸、流失が381戸、半壊が554戸、床上、床下浸水は4370戸、計5676戸に及んだ。
この水害による物的災害総額は約150億円、復旧額は約134億円と公式発表されている。
|                   | 死者・行方不明者 | 全壊・流出戸数 | 備考                                                                                 |
| ----------------- | ---------------- | -------------- | ------------------------------------------------------------------------------------ |
| 綴喜郡 井手町     | 109人            | 278戸          |                                                                                      |
| 相楽郡 和束町     | 112人            | 205戸          |                                                                                      |
| 相楽郡 南山城村   | 54人             | 107戸          | 南大河原村、北大河原村、野殿村、童仙房村（当時の大河原村）は現在の南山城村に含まれる |
| 綴喜郡 宇治田原町 | 26人             | 74戸           |                                                                                      |
| 木津川市          | 31人             | 68戸           | 当時の棚倉村、高麗村は山城町（現在の木津川市）に含まれる                             |
| 相楽郡 笠置町     | 4人              | 15戸           |                                                                                      |

### 井手町の被害
中でも井手町は、人的被害、住宅被害のいずれも南山城地域の中で最大の被害を受けた。井手町の人的被害は、死者行方不明者が108人、重軽傷者が428人の計536人、住宅被害は、全壊が107戸、流失が166戸、半壊が147戸、床上床下浸水は357戸、計777戸に及んだ。
この地域を走る日本国有鉄道線（関西本線・奈良線）は大きな被害を受け、玉水駅・大河原駅では駅舎が流失した。また木津川に架かる玉水橋も橋脚に堰き止められた流木が原因で流失した。

### 和束町の被害
- 洪水による被害[3]
- 和束断層谷の谷底平野は和束川に沿って小さい盆地となっており[12]、和束川の氾濫（鉄砲水）により「和束谷の谷底・段丘面の家屋と道路がすべて流出[8]」した。

### 南山城村の被害
- 土石流[3]（山津波[3]）被害。大河原駅も流出。
- 唯一の山城谷道路（大河原一童仙房一和束線）決壊、田畑埋没[13][14]

### 山城町の被害
- 天神川と不動川が決壊[3]。両川に挟まれていた南綺田に壊滅的被害を与えた[15]
- 旧高麗村・棚倉村を流れる鳴子川の堰堤が200mにわたって決壊し、一帯が土砂に覆われた。[15]。

## 復興活動

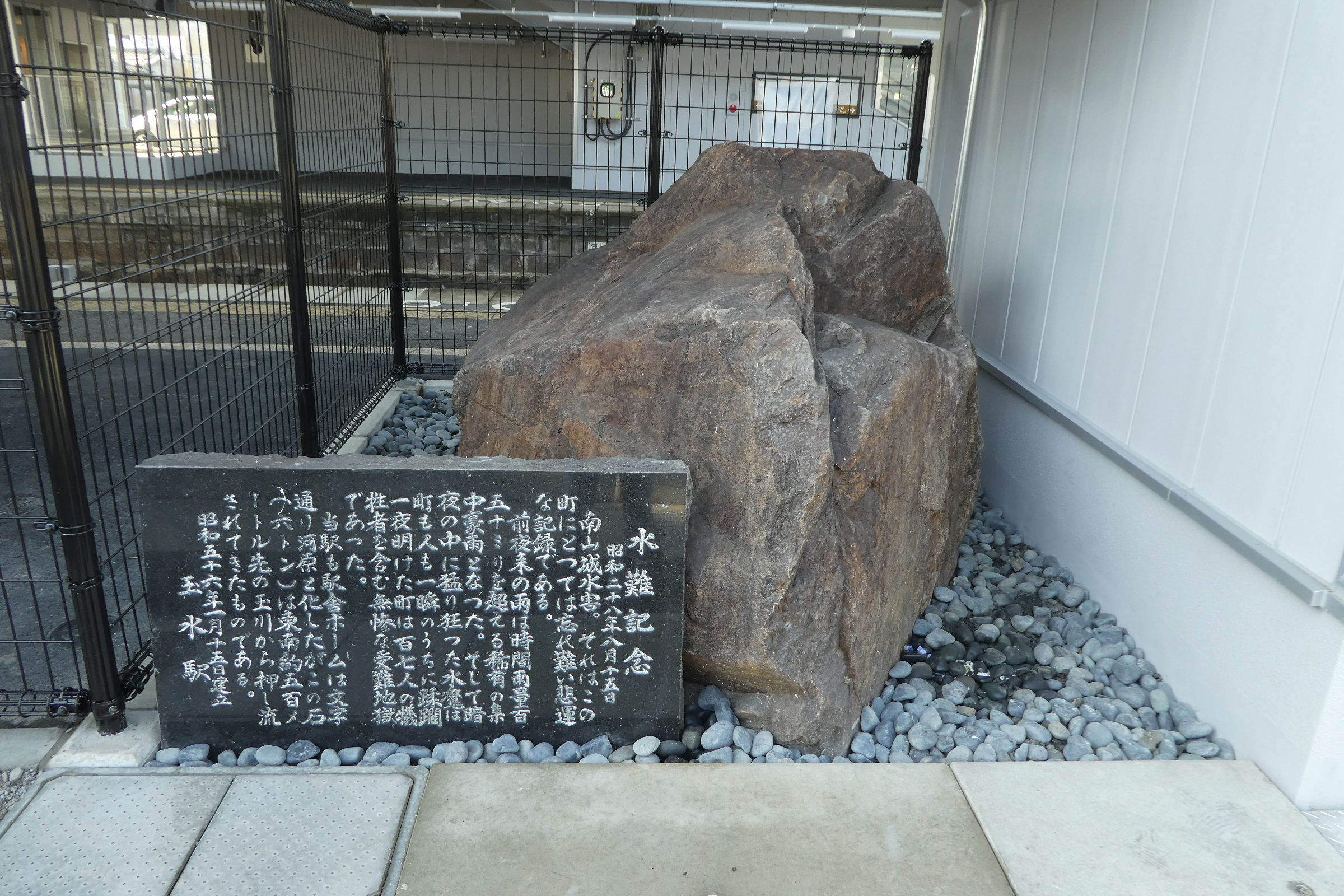
玉水駅にある水難記念碑

8月の水害では、当時は珍しかったブルドーザーやクレーン車が使用され、各河川の応急工事が進んだ。8月15日未明には災害救助法の適用が決定され、同時に救援活動、応急復旧作業が開始された。16日には、交通が遮断された和束町や南山城村、童仙房地区へはアメリカ海兵隊のヘリコプターによる救援物資の運搬も実施された。18日からの物資として、塩や米、野菜類が記録されている。野殿区から、被害の甚大であった童仙房の牛馬地区へ救援物資が運ばれた。野殿区には、水害発生からの復旧活動の日誌が残されており、区民が復旧活動を行ったことが記されている。9月には奈良線・関西本線の運転が再開された。玉水駅のホームには、玉川から流れ着いた巨石が記念に残されている。
1954年には水難者記念塔が建立された。

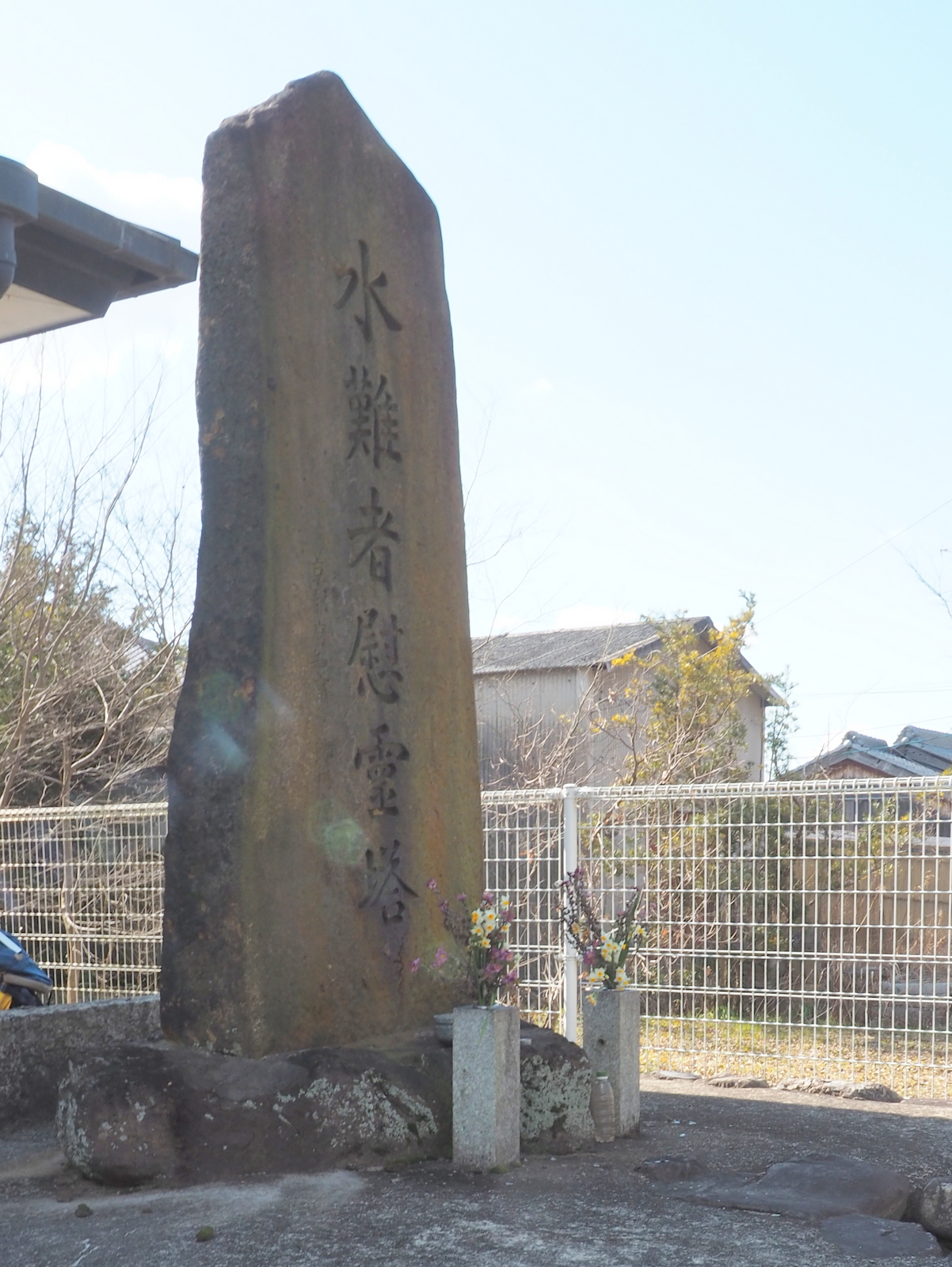
現在 石垣区公民館にある水難者記念塔

流失した玉水橋の再建は、1956年11月に完了。大正池と二ノ谷池の跡地には、「淀川水系改修基本計画」によって改めて大正池が造成され、1960年に完成した。